# 斯通霍克角
斯通霍克角（英語：Stonehocker Point）是南極洲的海岬，位於威爾克斯地，處於克拉克半島西端，根據美國海軍拍攝空中照片繪入地圖，現時由南極條約體系管理。